# Rhynchopyga albigutta
Rhynchopyga albigutta är en fjärilsart som beskrevs av Max Wilhelm Karl Draudt 1915. Rhynchopyga albigutta ingår i släktet Rhynchopyga och familjen björnspinnare. Inga underarter finns listade.